# Tinmar
S.C. Tinmar - IND S.A. este o companie din România care se ocupă cu tradingul de energie electrică.
Compania a fost înființată în anul 2001 și este deținută de Augustin Oancea.
Printre alte activități ale grupului Tinmar se numără și furnizarea de gaze, comercializarea de produse petroliere, vânzarea și extracția de cărbune energetic.
Compania deține și propriile sale mine.
Tinmar este o companie cu capital integral privat, înființată în București în anul 2001, având ca obiect principal de activitate comercializarea energiei electrice. In primul an de funcționare activitatea principală a fost cea de comercializare a produselor petroliere. În anul 2004, cifra de afaceri respectiv cantitățile de carburant vândute cresc de patru ori față de primul an de funcționare. În baza licenței de furnizare energie electrică obținută, în anul 2007 se semnează primul contract de vânzare energie cu un consumator final. Din 2008, Tinmar a început extinderea afacerii sale de tranzacționare energie electrică pe alte piețe europene: Ungaria, Grecia, Serbia, Croația, Bulgaria, Austria, Germania, Republica Cehă și Slovacia. Anul următor, Tinmar devine prima companie românească înregistrată la European Energy Exchange (EEX). În anul 2012, Tinmar marchează intrarea pe piața producătorilor de energie, investind în producția de energie regenerabilă produsă de panouri solare. Cifra de afaceri a crescut în mod constant, ajungând la 387 milioane euro în 2013, an în care s-a depășit pragul de 100 mii tone produs petrolier vândut, în timp ce cota pe piața competitivă de energie a crescut de la 1% la sfârșitul anului 2008, la 6% în 2011 și la peste 11% la mijlocul lui 2014.
Tinmar este la acest moment cel mai mare furnizor privat de energie din România pe piața concurentială, cota de piață înregistrată fiind de 11,38%. În aprilie 2007, Tinmar și-a extins activitatea prin crearea Departamentului de Furnizare de Energie Electrică și semnarea primelor contracte. La începutul anului 2013 erau încheiate contracte de furnizare de energie electrică cu 185 de clienți, ce însumau 1.900 de locuri de consum, iar la începutul anului 2014 portofoliul Tinmar număra 350 de clienți finali cu 3.700 de locuri de consum. La finele aceluiași an 2014, portofoliul a depășit pragul de 550 de clienți finali, ce dețin un total de peste 5.700 de locuri de consum.
Prin dublarea numărului de clienți de la un an la altul, cantitatea de energie electrică furnizată consumatorilor industriali a ajuns în 2009 la 423 GWh, în creștere cu 96,7% comparativ cu 2008, când volumul a fost de 215 GWh. Ritmul de creștere a fost păstrat și în anul 2010, la sfârșitul anului volumul livrat de energie către consumatorii finali atingând 938,7 GWh, ceea ce reprezintă o creștere de 121,9% față de anul precedent. În 2011 cantitatea livrată către consumatorii finali a fost de 1.403,9 GWh, ceea ce a reprezentat 6% din piața concurențială, cota menținându-se constantă și în 2012. Anul 2013 s-a remarcat prin atingerea unei cote de 8%, iar la începutul anului 2014 s-a depășit pragul de 9 % din piața concurențială din România. Volumul previzionat a fi furnizat la consumatorii finali în 2014 este de 3.600 GWh. De evidențiat este faptul că peste 99% din clienții Tinmar au rămas în portofoliu, datorită politicii comerciale și a unui parteneriat transparent și benefic de ambele părți. Cantitatea de energie electrică livrată consumatorilor finali a crescut în mod constant de-a lungul anilor. Cu o cotă de piață de 8,41% la sfarsitul anului 2013, am devenit al treilea furnizor ca mărime din țară și de asemenea cel mai mare furnizor cu capital integral privat din România. În luna mai 2014 am devenit lider de piață cu o cotă de 11,38%.
Număr de angajați:
- 2008: 29[1]
- 2007: 14[1]

Cifra de afaceri:
- 2010: 174,5 milioane de euro[3]
- 2008: 83,3 milioane de euro[1]
- 2007: 15,36 milioane euro[1]

Venit net:
- 2008: 1,64 milioane de euro[1]
- 2007: 0,477 milioane de euro[1]